# Козлов, Андрей Валерьевич (историк)
Андре́й Вале́рьевич Козло́в (26 января 1970, Львов) — доктор исторических наук, профессор, заведующий кафедрой коммуникационного менеджмента, рекламы и связей с общественностью Института журналистики, коммуникации и медиаобразования Московского педагогического государственного университета, полковник (2007 год), член Союза журналистов России (2002 год), член Союза писателей России (2005 год), главный редактор журнала «Актуальные проблемы международного гуманитарного права и СМИ» (2016 год). Профессор Департамента массовых коммуникаций и медиабизнеса Факультета социальных наук и массовых коммуникаций Финансового университета при Правительстве Российской Федерации (с 2022).

## Образование
- В 1988 году окончил Львовскую республиканскую специальную школу с углубленным изучением языка и усиленной военно-физической подготовкой.
- В 1992 году окончил Львовское высшее военно-политическое училище при Гуманитарной академии Вооруженных Сил по специальности «Журналистика».

Военную службу проходил в редакции ежедневной газеты ЗГВ «Наследник Победы», редакции еженедельной газете 14-й гвардейской армии «Солдат Отечества», а также в должностях, связанные с педагогической деятельностью.
- В 2000 году окончил Приднестровский государственный университет имени Тараса Шевченко по специальности «Юриспруденция»
- В 2004 году окончил очную адъюнктуру Военного университета по кафедре журналистики, кандидат исторических наук.
- 2009 год — доцент по кафедре журналистики.
- 2009 год — доктор исторических наук.
- 2013 год — профессор по кафедре теории и истории журналистики.

## Награды
Награждён медалью ордена «За заслуги перед Отечеством» II степени, 10 медалями Российской Федерации, Киргизии, Монголии и Приднестровья.
Лауреат Всероссийской литературной премии имени А. В. Суворова (2013 год).
Лауреат литературного конкурса МВД России (2016 год).
Лауреат премии МВД России в области литературы, искусства, науки и техники (2017 год).

### Основные научные издания
- История периодической печати Вооруженных Сил России в 1992—2000 годах (монография, кандидатская диссертация). — Москва: Военный университет, 2004 год;
- История советской военной журналистики (1945—1991 гг.) (монография, докторская диссертация). — Москва: «На боевом посту», 2007 год;
- Советская военная периодическая печать в 1945—1991 гг. (монография). — Москва: Военный университет, 2008 год;

### Основные учебные пособия
- Теория и практика военной периодической печати. Часть 1. Проблематика периодической печати Вооруженных Сил России (учебное пособие). — Москва: Военный университет, 2005 год;
- Теория и практика военной периодической печати. Часть 2. Деятельность газет соединений в особых условиях (учебное пособие). — Москва: Военный университет, 2006 год;
- История отечественной журналистики. Часть 3. (учебное пособие). — Москва: Военный университет, 2008 год.

### Публицистика
- Арзамаскин Ю. Н., Козлов А. В. и др. Генерал армии Борис Снетков. Портрет без ретуши. [Текст] / А. В. Козлов. М.: «Тактика», 2005. 112 с. ISBN 5-902523-02-8.
- Они охраняли Шпандау (2006 год)
- Адвокаты дьявола. Кто и как фальсифицирует историю вооруженного националистического подполья на Западной Украине в 40-50-х годах XX века (2012 год)
- Волынская резня: украинско-польское вооруженное противостояние в 1943—1944 гг. (2012 год)
- Халхин-Гол. Август 1939. (2013)
- Вся правда об Украинской повстанческой армии (УПА) (2014 год)
- Історія озброєного націоналістичного підпілля на Західній Україні в 40-50-х роках ХХ століття: способи і напрями фальсифікації. Москва: Военный университет, 2014 год.
- Козлов А. В., Чернобривый В. Н. Непокоренное Приднестровье. Уроки военного конфликта. Москва, «Вече», 2015 год
- Климов А. А., Козлов А. В. Войска НКВД против ОУН-УПА. Москва: Вече, 2015 год. ISBN 978-5-4444-3548-9
- Козлов А. В., Салихов А. Ш. Героям Халхин-Гола. 75 лет государственной награде Монголии. Москва: Военный университет, 2015 год. ISBN 978-5-4369-0035-3
- Генерал армии Иван Ефремов. Автопортрет на фоне эпохи / Авторы-составители А. В. Козлов, А. Ш. Салихов. М.: ИД «Критерий», 2015 год. 192 с. ISBN 978-5-904335-13-7
- Клімов А. А., Козлов А. В. Внутрішні війська проти українських націоналістів. Москва: Военный университет, 2016 год. 176 с. ISBN 978-5-85735-169-7
- Великая Отечественная война. 1941—1945. Документы и материалы. Том VII. Освобождение Украины. Москва: «Ретроспектива», 2015 год. ISBN 978-5-9907259-2-8

### Для детей
- Козлов А. В. Пчелы и медведь. [Текст] / А. В. Козлов, [Рисунки] / Т. Н. Харченко. М.: «Раритет», 2012. ISBN 978-5-85735-242-7.
- Козлов А. В. Урок на всю жизнь. [Текст] / А. В. Козлов, [Рисунки] / Т. Н. Харченко. М.: «Раритет», 2013. ISBN 978-5-85735-244-1.
- Козлов А. В. Как медведь стал шатуном. [Текст] / А. В. Козлов, [Рисунки] / Т. Н. Харченко. М.: «Раритет», 2013. ISBN 978-5-85735-243-4.
- Козлов А. В. Добрые соседи. [Текст] / А. В. Козлов, [Рисунки] / Т. Н. Харченко. М.: «Раритет», 2014. ISBN 978-5-85735-244-1.